# Geert Van Hecke
Geert Van Hecke (Tielt, 20 juli 1956) is een Belgische kok.
Van Hecke is een oud-leerling van de Hotelschool Ter Duinen in Koksijde. Hij werkte in de keukens van onder meer Le Sanglier des Ardennes, La Cravache d’Or en La Villa Lorraine. Zijn leermeester was de Franse kok Alain Chapel, voor wie hij een tweetal jaren in Mionnay heeft gewerkt. In diezelfde periode werkten ook onder anderen Michel Roux en Alain Ducasse bij Chapel. Net als Chapel heeft Van Hecke respect voor producten van eigen bodem.
In 1983 opende Van Hecke zijn restaurant De Karmeliet, op de hoek van de Jeruzalemstraat en de Carmersstraat in Brugge, vlak bij de plek waar vroeger een karmelietenklooster stond. In 1985 verwierf hij zijn eerste Michelinster. Nadat in 1989 zijn tweede Michelinster volgde, werd het pand te klein en verhuisde hij zijn restaurant met behoud van dezelfde naam naar de Langestraat 19 in Brugge. In 1996 volgde de derde Michelinster. Op 14 januari 2009 opende hij Bistro De Refter, Molenmeers 2, 8000 Brugge, bestuurd door zijn zoon Louis, een light-versie van De Karmeliet, met nadruk op de typisch Belgische keuken en in een bescheidener prijsklasse. In 2016 sloot hij De Karmeliet. Hij opende in 2017 een bescheidener formule, Zet'Joe by Geert Van Hecke, die in de Michelingids van 2018 eind 2017 ook terug een eerste Michelinster ontving.
Eind 2010 werd Van Hecke benoemd tot ridder in de Leopoldsorde.